# Arturo Bullrich
Arturo Adolfo Bullrich Cantilo (Buenos Aires, 15 de junio de 1899 — ibídem, 7 de octubre de 1979) fue un empresario y dirigente deportivo de fútbol argentino. Se desempeñó como presidente de la Asociación del Fútbol Argentino entre 1955 y 1956.

## Historia
Nació en Buenos Aires el 15 de junio de 1899. Fue el primero de los siete hijos de Arturo Rodolfo Hilarión Bullrich Robbio y María Magdalena Irene de Corazón de Jesús Cantilo Ortiz Basualdo, y nieto de Adolfo Bullrich, fundador del Patio Bullrich y antiguo intendente de la ciudad; además fue primo de Alfredo Cantilo, presidente de la AFA en 1976. En 1921 se casó con María Ignacia Moreno Hueyo, con quien tuvo cinco hijos.
Miembro de una tradicional familia de Buenos Aires, fue directivo de compañías como La Anglo Argentina Seguros, la Compañía Sudamericana de Seguros, Adolfo Bullrich y Cía Ltda., entre otros. Fue integrante de la Sociedad Rural Argentina, la Asociación de Criadores de Shortorn y la Corporación de Rematadores; y fue tesorero de la Bolsa de Comercio.

### Dirigencia deportiva
Previo a su llegada a la AFA, fue dirigente de la Liga Ferro-Bancaria de Football, que reunía clubes ferroviarios y entes financieros.

La nominación de un integrante de una familia de la oligarquía porteña implicó, entre otras cosas, un notorio contrapunto con el perfil personal y social de los presidentes que la AFA había tenido durante el peronismo.
fragmento del libro "Fútbol, pasión de multitudes y de elites".

El 16 de septiembre de 1955, la AFA es intervenida por el Poder Ejecutivo Nacional a cargo de la Revolución Libertadora y su presidente, Cecilio Conditi, fue obligado a renunciar a su cargo, dejando acéfalo el cargo temporalmente el 5 de octubre. El 10 de octubre, el Gobierno Nacional nombró a una Comisión Interventora con Bullrich como presidente. En su breve gestión, la comisión estuvo encargada de abolir algunas medidas tomadas por las gestiones anteriores, como la restitución de los nombres de los clubes de La Plata, ciudad que desde 1952 hasta ese año se denominaba como Eva Perón, el Estadio Presidente Perón pasó a denominarse Estadio Racing Club, y se disolvió el Consejo Popular del Fútbol. La comisión se disolvió en marzo de 1956, con la asunción de Raúl Colombo como presidente de la AFA.

### Años posteriores
Tras la finalización de su gestión, se alejó del fútbol argentino y se acercó al turf. Durante la década de 1960 trabajó para el diario Clarín, escribiendo artículos dedicados a la hípica.
Falleció en Buenos Aires el 7 de octubre de 1979, a los 80 años.

## Legado
La carrera de 1200 metros que se realiza en el hipódromo de La Plata lleva su nombre: el Clásico Arturo A. Bullrich.
Su hijo Arturo integró la comisión hípica, su nieto Antonio es el presidente de la Comisión de Carreras de Palermo, mientras que su nieto Roberto es entrenador de caballos y ganador de varios premios.